# Afrocarpus dawei
Afrocarpus dawei ist eine Pflanzenart aus der Gattung der Afrogelbhölzer (Afrocarpus) in der Familie der Steineibengewächse (Podocarpaceae). Das natürliche Verbreitungsgebiet liegt in Afrika in Tansania und Uganda, wo die Art in zeitweise überschwemmten Sumpfwäldern wächst. Das Holz wird als Bauholz und für Schreinerarbeiten verwendet.

## Beschreibung

### Erscheinungsbild
Afrocarpus dawei wächst als immergrüner Baum und erreicht Wuchshöhen von bis zu 33 Metern. Der langen Stamm erreicht Brusthöhendurchmesser von bis zu 100 Zentimetern. Die Stammborke ist dunkelbraun, unter Witterungseinfluss grau und bei jungen Bäumen glatt. Bei großen Bäumen blättert sie in kleinen runden oder rechteckigen Schuppen ab. Die Äste stehen aufsteigend und ausgebreitet und bilden eine kleine, flache Krone. Die Blätter wachsen dicht an zahlreichen Zweigen. Junge Seitenäste sind im Querschnitt mehr oder weniger quadratisch und gerieft.

### Knospen und Blätter
Endständige Knospen sind relativ klein, haben etwa einen Durchmesser von 2 Millimetern und können auch fehlen. Die Knospenschuppen sind dreieckig oder gerundet, die Spitze kann geschnabelt sein.
Die Laubblätter von Sämlingen und jungen Pflanzenexemplaren stehen meist gegenständig und sind schmal linealisch-lanzettlich, bis zu 17 Zentimeter lang und 4 bis 8 Millimeter breit, gerade oder sichelförmig gebogen und in einer dünnen Spitze auslaufend. Blätter ausgewachsener Exemplare sind kürzer, nur ab 2 meist 3 bis 5 und manchmal bis 6 Zentimeter lang und ab 1,5 meist 2 bis 4 und manchmal bis 5 Millimeter breit. Die Blätter sind spiralig angeordnet und stehen ausgebreitet oder aufsteigend. Sie sind an der verschmälerten Basis verdreht, sodass die adaxiale Seite nach unten zeigt, graugrün, gerade oder nur leicht sichelförmig gebogen, linealisch-elliptisch bis linealisch, und laufen abrupt oder langsam nach drei Viertel der Länge zum spitzen oberen Ende hin zusammen. Die adaxiale Seite hat eine deutlich hervorstehende Mittelrippe. Auf beiden Seiten der Blätter werden zahlreiche unterbrochene Spaltöffnungslinien gebildet, die durch die Mittelrippe nur undeutlich getrennt werden.

### Zapfen und Samen
Die Pollenzapfen wachsen einzeln oder zu zweit bis zu dritt auf kurzen Stielen oder beinahe sitzend häufig in den Blattachseln zusammen mit mehreren papierartigen Deckblättern. Die Pollenzapfen sind anfangs rundlich, verlängern sich später und sind bei Reife zylindrisch, 10 bis 20 selten bis 25 Millimeter lang bei Durchmessern von 2,5 bis 3,5 Millimetern. Die Mikrosporophylle sind spiralig angeordnet, dreieckig bis rautenförmig, etwa 1 Millimeter breit und haben eine gezähnten-ausgebissenen Rand und ein spitzes oder bespitztes Ende. Je Sporophyll werden zwei rundliche Pollensäcke gebildet.
Die Samenzapfen wachsen einzeln auf schmalen, schuppigen oder beblätterten Zweigen in oder unter den Blattachseln. Sie bestehen aus mehreren unfruchtbaren und einer größeren, endständigen und fruchtbaren Deckschuppe. Ausgereifte Samanzapfen haben einen einzelnen Samen der gegenüber einer einzelnen, kleinen Deckschuppe wächst. Der Same wird von einem festen, fleischigen Epimatium umgeben, das sich von grün zu glaukgrün und bei Reife zu gelb verfärbt. Es ist dann rundlich und 25 bis 35 Millimeter lang. Der eigentliche Samen ist eiförmig und seitlich leicht abgeflacht, 16 bis 21 Millimeter lang und 12 bis 15 Millimeter breit. Die Oberfläche ist runzlig und hart, die Samenschale 2 bis 4 Millimeter dick.

## Verbreitung und Ökologie
Das natürliche Verbreitungsgebiet liegt in Tansania in den Provinzen Kagera und Mara und in Uganda. Dort bildet Afrocarpus dawei mit anderen Arten die dominante Baumart während der Regenzeit überfluteter Sumpfwälder, die an langsam fließenden Strömen östlich und südlich des Viktoriasees in Höhenlagen von 1100 bis 1200 Metern liegen. Am häufigsten findet man die Art zusammen mit Baikiaea minor und Arten der Gattung Mimusops.

## Gefährdung und Schutz
Afrocarpus dawei wurde im Jahr 2011 von der IUCN in der Roten Liste als „potentiell gefährdet“ = „Near Threatened“ eingestuft. Das Verbreitungsgebiet („extent of occurrence“) mit etwa 175.000 Quadratkilometern und die Bestände, die es auf etwa 3200 Quadratkilometer gibt, sind beide zu groß, um daraus eine Gefährdung abzuleiten, auch ist der Einfluss der Menschen im Verbreitungsgebiet nur gering. Doch scheint es durch die Nutzung zu einem Rückgang der Bestände gekommen zu sein, der auf über 20 Prozent geschätzt wird.

## Systematik und Etymologie
Die Erstbeschreibung erfolgte 1917 unter dem Namen (Basionym) Podocarpus dawei durch Otto Stapf in der Flora of Tropical Africa, Band 6, Seite 342. Die Neukombination zu Afrocarpus dawei (Stapf) C.N.Page wurde 1989 durch Christopher Nigel Page in den Notes from the Royal Botanic Garden, Edinburgh, Volume 45, Seite 384 veröffentlicht. Weitere Synonyme für Afrocarpus dawei (Stapf) C.N.Page sind: Afrocarpus mannii subsp. dawei  (Stapf) Silba, Nageia mannii var. dawei (Stapf) Silba, Podocarpus usambarensis var. dawei (Stapf) Melville.
Afrocarpus dawei ist eine Art aus der Gattung der Afrogelbhölzer Afrocarpus innerhalb der Familie der Podocarpaceae. James Eckenwalder sieht die Unterschiede zu Afrocarpus falcatus als nicht ausreichend und die Übergänge als zu kontinuierlich an, um den Exemplaren Artstatus zu verleihen. Er sieht daher den Namen Afrocarpus dawei nur als Synonym für Afrocarpus falcatus.
Der Gattungsname Afrocarpus leitet sich von lateinisch afro- für „afrikanisch“ und carpus für „Frucht“ ab. Der Name wurde der Gattung gegeben, um sie vom Namen der Gattung Podocarpus zu unterscheiden, aus der sie herausgelöst wurde. Das Artepitheton dawei ehrt den Botaniker Morley Thomas Dawe (1880–1943), der das Typusexemplar gefunden hat.

## Verwendung
Das Holz von Afrocarpus dawei hat eine hohe Qualität, die Stämme sind sehr groß und bilden erst in großer Höhe Äste. Es wird als Bauholz und für Schreinerarbeiten verwendet. Die Bäume werden trotz der zeitweise schweren Zugänglichkeit der Gebiete einzeln ausgewählt und gefällt. Das Holz wird jedoch nicht exportiert, sondern regional weiterverarbeitet. Die Art wird nicht kultiviert.